# Lomellina

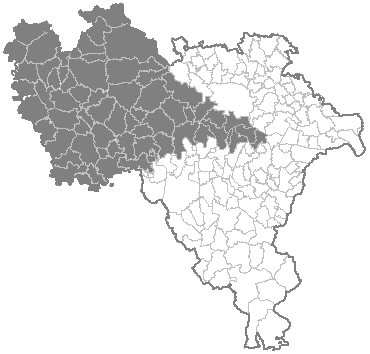
Politische Gliederung der Lomellina in der Provinz Pavia:

Die Lomellina (in der westlombardischen Sprache: Ümeléna oder Lümelina) ist eine Landschaft im Norden Italiens in der nördlichen Poebene mit 1240 Quadratkilometern. Sie liegt im Südwesten der Lombardei, zwischen den Städten Pavia, Vercelli  und Novara sowie den Flüssen Po, Ticino und Sesia. Die größten der insgesamt 57 Gemeinden sind Mortara und Vigevano.

## Geschichte
Der Name der Lomellina stammt aus der alten Hauptstadt der Region, Lomello bzw. römisch Laumellum. In der Antike waren es die ligurischen Stämme der Laever und der Maricer, die von Plinius dem Jüngeren als Gründer Pavias benannt werden, und den Libicer.
Die Römer selbst siedelten kaum in der Gegend.
Bedeutung gewann das Gebiet der heutigen Lomellina erst mit dem Einfall der Langobarden, die in Pavia ihre Hauptstadt errichteten. Es entstand die Grafschaft von Lomello, die von der Familie der Candia beherrscht wurde. 1146 konnte die Stadt Pavia die Grafschaft erobern.
1743 wurde der westliche Teil der Lomellina von Piemont annektiert. 1859 wurde die Lomellina Teil der Provinz Pavia.